# Rachid Temal
Rachid Temal, né le 29 mars 1973 à Eaubonne (Val-d'Oise), est un homme politique français d'origine algérienne. Membre du Parti socialiste, il est sénateur du Val-d'Oise depuis le 2 octobre 2017. 
Du 30 septembre 2017 au 7 avril 2018, il assure en tant que secrétaire national à la coordination, l'intérim de la direction du Parti socialiste comme coordinateur national.

## Biographie

### Élu en Île-de-France
Élu conseiller municipal délégué à la jeunesse en 1995 à Taverny, il est le benjamin du conseil municipal. Il est ensuite premier adjoint chargé de la coopération intercommunale, de l'administration générale et de l'éducation jusqu'en 2014. Il est aussi vice-président à l'aménagement du territoire de la communauté d'agglomération du Parisis jusqu'en 2014.
En 2002, il devient secrétaire général du Syndicat national des agences de voyages, poste qu'il quitte en 2007 pour rejoindre le Comité régional du tourisme d'Île-de-France (CRT-IDF) en tant que directeur de la communication puis en tant que directeur général adjoint chargé de l'accueil et des services touristiques (100 agents d'accueil sur les deux grands aéroports d'Île-de-France et à Versailles) puis chargé de la stratégie et des politiques publiques. Lors de la réorganisation du CRT-IDF, il entame une procédure prud'homale pour demander 330 000 € de dommages et intérêts pour licenciement sans cause.
Il est élu conseiller régional d'Île-de-France en décembre 2015.

### Sénateur du Val-d'Oise
Il est élu sénateur dans le département du Val-d'Oise le 24 septembre 2017 sur la liste socialiste « Ensemble, défendons nos communes ! », qui arrive en quatrième position avec 12,3 % des suffrages exprimés.
Il est le président du groupe d'amitié France-Algérie.

### Au sein du Parti socialiste
Premier secrétaire fédéral du Val-d'Oise depuis 2012 (59 %) et réélu en 2015 (76 %), il est le numéro 2 du Parti socialiste depuis le congrès de Poitiers (juin 2015) en tant que secrétaire national à la coordination et à l'organisation.
Le 8 juillet 2017, il intègre la direction collégiale du Parti socialiste.
Le 30 septembre 2017, au terme du mandat de Jean-Christophe Cambadélis et en vertu des statuts du Parti socialiste, il devient coordinateur national du parti pour assurer l'intérim de la direction en tant que secrétaire national à la coordination. Il est notamment chargé de la transition ainsi que des opérations électorales qui précèdent le congrès d'Aubervilliers, il s’est ainsi occupé de la vente de l’ancien siège du PS, rue de Solférino, à Paris.
Depuis 2018, il occupe les fonctions de secrétaire national aux relations extérieures et lance le groupe de réflexion « Gauche d'Avenir » en 2019.
En avril 2022, alors que le PS subit un échec historique à l'élection présidentielle, le conseil national du PS se prononce en faveur d'une possible alliance avec LFI pour les élections législatives. Une partie vote contre, dont Rachid Temal. Il se prononce alors en faveur de candidatures dissidentes contre celles de l'union de la gauche.